# Boucardicus fortistriatus
Boucardicus fortistriatus és una espècie de caragol terrestre pertanyent a la família Cyclophoridae.

## Hàbitat
Viu als boscos tropicals i subtropicals secs per damunt dels 860 m d'altitud.

## Distribució geogràfica
Es troba a Madagascar.

## Estat de conservació
Les seues principals amenaces són la fragmentació del seu hàbitat i la tala i crema dels boscos on viu.